# Maripa colombiana
Maripa colombiana är en insektsart som beskrevs av Marius Descamps 1973. Maripa colombiana ingår i släktet Maripa och familjen Eumastacidae. Inga underarter finns listade i Catalogue of Life.